# Albert Viljam Hagelin
Albert Viljam Hagelin (Bergen, 24 aprile 1881 – Fortezza di Akershus, 25 maggio 1946) è stato un politico norvegese.

## Biografia
Uomo d'affari e cantante d'opera, fu dal 1935 un esponente dell'Unione Nazionale di Vidkun Quisling.
Ebbe l'incarico di Ministro dell'Interno nel governo collaborazionista guidato da Quisling (1942-1945). A seguito della sconfitta della Germania nella seconda guerra mondiale, venne arrestato dalle autorità norvegesi, condannato a morte per alto tradimento e fucilato. 
Hagelin fu uno dei soli tre capi filo nazisti norvegesi (gli altri due erano Quisling e Ragnar Skancke) ad essere giustiziati per motivi politici nella purga dei traditori della patria: gli altri 35 infatti si erano macchiati di fatti di sangue o di spionaggio sistematico.
La Corte Suprema dichiarò poi quelle condanne a morte incostituzionali.